# Surahammars SOK
Surahammars SOK (Surahammars Skid- och Orienteringsklubb, SSOK) är en sportklubb i Surahammar, som främst inriktar sig på orientering och skidor. Klubben bildades 1976. År 2002 arrangerades orienteringssportens budkavletävling, den stora 10-milatävlingen vid Snickarbacken i Surahammar.
Klubben har idag cirka 180 medlemmar.  
Surahammars SOK är moderklubb för landslagslöparen och EM-medaljören Martin Regborn.

## Klubbens verksamhetsområden
- Tävlingsorientering
- Skidor
- Skidorientering
- Mountainbike-orientering (MTB-O)
- Ungdomsverksamhet - Orientering & skidor
- Tävlingsarrangemang
- Träningsarrangemang
- Motion
- Mountainbike
- Kartframställning